# براتاچیچ
براتاچیچ (به صربی: Bratačić) یک منطقهٔ مسکونی در صربستان است که در اوسچینا واقع شده‌است.